# Homalium kunstleri
Homalium kunstleri är en videväxtart som beskrevs av George King. Homalium kunstleri ingår i släktet Homalium och familjen videväxter. Inga underarter finns listade i Catalogue of Life.